# Pallanuoto ai XXXII Giochi mondiali universitari estivi
Il torneo di pallanuoto dei XXXII Giochi mondiali universitari estivi si è svolto dal 17 al 26 luglio 2025. 

## Podi

### Uomini
| Evento                         | Oro    | Argento     | Bronzo   |
| Pallanuoto maschile (dettagli) | Italia | Stati Uniti | Germania |

### Donne
| Evento                          | Oro      | Argento     | Bronzo |
| Pallanuoto femminile (dettagli) | Germania | Stati Uniti | Italia |

## Medagliere
| Posizione | Paese       |   |   |   | Totale |
| --------- | ----------- | - | - | - | ------ |
| 1         | Italia      | 1 | 0 | 1 | 2      |
| 1         | Germania    | 1 | 0 | 1 | 2      |
| 3         | Stati Uniti | 0 | 2 | 0 | 2      |